# أدوية السعال

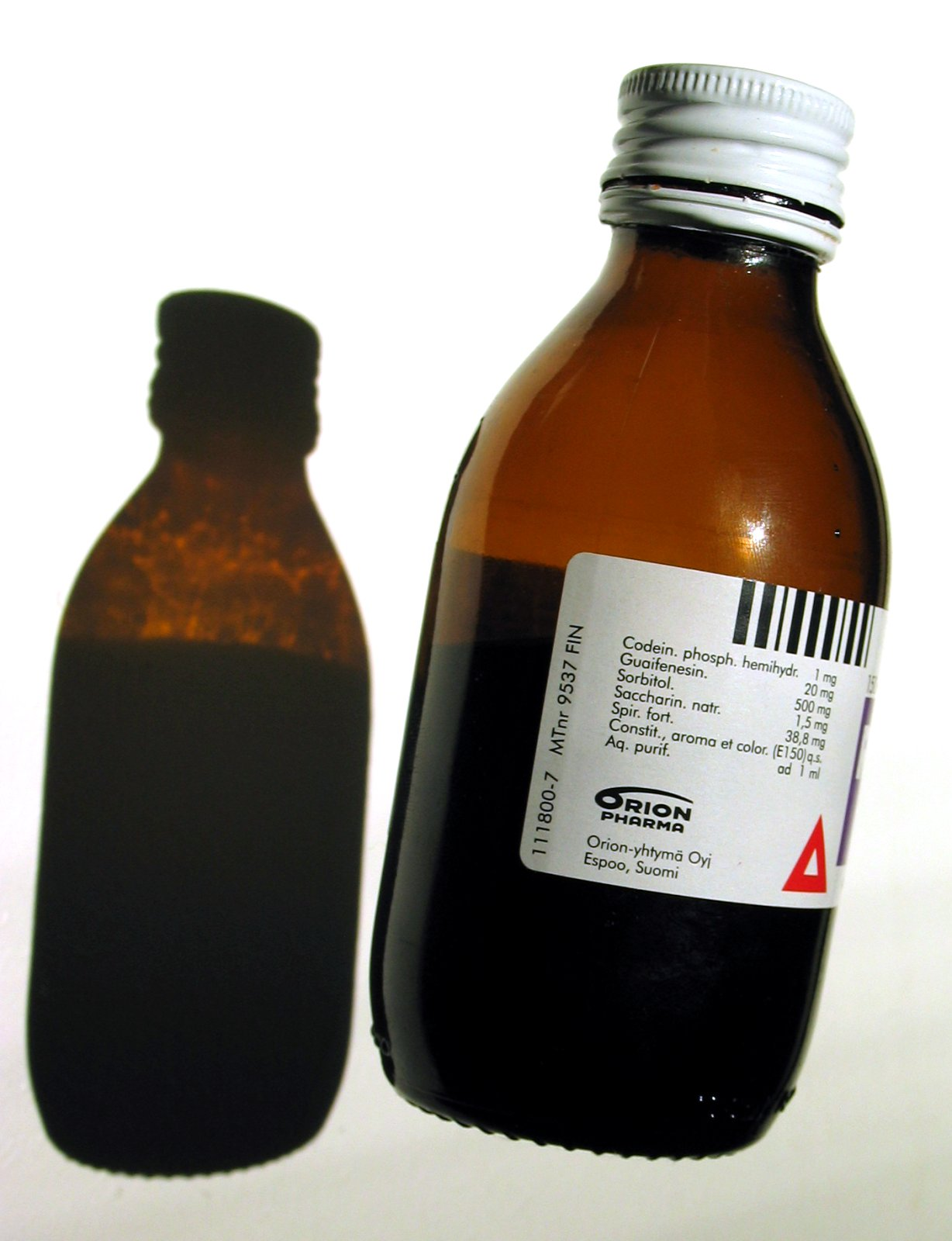
أدوية السعال غالباً ما تحتوي على مواد كابتة أو طاردة للبلغم.

أدوية السعال (الكحة) أو أدوية السعال والإستبراد والمعروفة أيضاً بشرابات السعال أو اللعوق عندما تكون بهيئة الشراب، وهوَ دواء طبي يستخدم للمرضى الذين يعانون من السعال (الكحة) والحالات المتعلقة بها، لاتوجد أدلة جيدة تؤيد أن استخدام أدوية السعال كأدوية متاحة بدون وصفة للمرضى الذين يعانون من السعال 
على الرغم من أنها تستعمل بنسبة 10% من الأطفال الأمريكيين أسبوعياً إلا أنها لا ينصح بها في كندا والولايات المتحدة الأمريكية للأطفال بعمر 6 سنوات أو أقل، لقلة الأدلة التي تبين تأثيرها أو ضررها.

## الأنواع
هناك العديد من أدوية السعال والبرد المختلفة، والتي يمكن استخدامها لمختلف أعراض السعال. ويمكن أن تشمل المنتجات المتاحة تجارياً خليط من واحد أو أكثر من الأنواع الخمسة التالية من المواد:
- المواد الطاردة للبلغم (المقشعات): وهي مواد يُزعم أنها تجعل السعال أسهل مع تعزيز إفراز المخاط والبلغم. ومن الأمثلة على ذلك (أسيتيلسيستين وغويفينيسين).
- مثبطات السعال (مضادات السعال): هي المواد التي تقمع السعال نفسه مركزياً. ومن الأمثلة على ذلك الكودين، فولكودين، ديكستروميثورفان، نوسكابين وبيوتاميرات.
- مضادات الهستامين: والتي من الممكن أن تُشعر متناولها بالنعاس قليلاً وتقلل الأعراض المرافقة أيضاً كالرشح في الأنف والعين الرطبة مثل دايفين هيدرامين.
- مزيلات الاحتقان: تعمل على تخفيف إحتقان الأنف، ومن الأمثلة على ذلك الإيفيدرين.
- خافضات الحرارة: هي المواد التي تقلل من الحمى. ومن الأمثلة على ذلك الباراسيتامول.
- مواد أخرى من المفترض أنها تخفف من السعال، مثل العسل أو شراب السكر.

لا توجد أدلة جيدة تدعم فعالية أدوية السعال من دون وصفة طبية للحد من السعال.
بعض الأسماء التجارية تشمل: بنيلين، سودافيد، روبيتوسين وفيكس. يحتوي معظمها على عدد من المكونات الفعالة.

## الفاعلية
إن فعالية أدوية السعال مشكوك فيها خاصة عند الأطفال. وخلص كوكرين عام 2014 إلى أنه «ليس هناك دليل جيد مع أو ضد فعالية الأدوية التي توصف بدون وصفة طبية في حالات السعال الحاد». وبعض أدوية السعال قد لا تكون أكثر فعالية من الغُفْل أو الإيحاء للسعال الحاد لدى البالغين، بما في ذلك السعال المرتبط بالتهابات الجهاز التنفسي العلوي. وتؤكد الكلية الأمريكية لأطباء الصدر أن أدوية السعال ليست مصممة لعلاج السعال الديكي (وهو سعال ناجم عن البكتيريا ويمكن أن يستمر لعدة أشهر). ولم يتم العثور على أدوية سعال بدون وصفة طبية فعالة في حالات الالتهاب الرئوي. لا يُنصح بها في أولئك الذين لديهم مرض الانسداد الرئوي المزمن أو التهاب الشعب الهوائية المزمن. ليس ليس هناك ما يكفي من الأدلة لتقديم توصيات لأولئك الذين لديهم السعال والسرطان.

### الأدوية
- الديكستروميثورفان (DXM)) قد يكون فعالاً إلى حد ما في تخفيف السعال لدى البالغين الذين يعانون من الأتهابات الفيروسية للجهاز التنفسي العلوي. ومع ذلك ففي الأطفال لم يتم العثور على أنه فعالاً.[12]
- الكودين كان ينظر إليه على أنه «المعيار الذهبي» كمثبط للسعال ولكن هذا المعيار هو الآن موضع تساؤل.[13] وقد وجدت بعض التجارب أنه ليس أفضل من العلاج الإيحاء وذلك لبعض الأسباب مثل السعال الحاد لدى الأطفال.[14][15] وبالتالي لا يُنصح به للأطفال.[15] بالإضافة إلى ذلك لا يوجد أي دليل على أن الهيدروكودون مفيد للأطفال.[16] وبالمثل فإن المبدأ التوجيهي الهولندي لعام 2012 بشأن علاج السعال الحاد لا يوصي باستخدامه.[17]
- وهناك عدد من أدوية السعال المتاحة تجارياً لم تكن فعالة في الاتهابات الفيروسية للجهاز التنفسي العلوي. وتشمل هذه في البالغين: مضادات الهيستامين أو ومضادات الاحتقان مع مضادات الهيستامين أو بنزوناتات أو وغويفينيسين.

وفي الأطفال: مضادات الهيستامين أو مضادات الاحتقان لإزالة إحتقان الأنف، أو تركيبة من الإثنين معاً. ويرتبط استخدام ديفينهيدرامين على المدى الطويل مع حدوث نتائج سلبية لكبار السن.

### الطب البديل
العسل قد يكون علاجاً للسعال ولكن بفاعلية أقل.
ووجد إستعراض كوكرين أن الأدلة ضعيفة على وجود فوائد أو ضرر له. [19] وفي ضوء هذا وجدوا أنه كان أفضل من عدم استخدام أي علاج أو الإيحاء أو الديفينهيدرامين ولكن ليس أفضل من ديكستروميثورفان للتخفيف من أعراض السعال. وتم ربط استخدام العسل كعلاج للسعال بكونه المسبب لتسمم الأطفال الرضع. وعلى هذا النحو لا ينبغي أن يستخدم في الأطفال الذين تقل أعمارهم عن سنة واحدة.
وتستخدم العديد من العلاجات البديلة لعلاج نزلات البرد. ويذكر استعراض عام 2007 أنه «لا يُنصح باستخدام العلاجات البديلة (مثل القنفذية أو فيتامين C أو الزنك) لعلاج أعراض البرد الشائعة، ولكن فيتامين C يوفر الوقاية أو يقلل بشكل متواضع من مدة وشدة البرد. ويمكن أن يقلل من حدوث المرض لدى الأشخاص المعرضين للضغوط البدنية والبيئية». كما وجد استعراض عام 2014 أدلة غير كافية على فوائد استخدام القنفذية.
ووجد استعراض عام 2009 أن الأدلة التي تدعم فعالية الزنك غير مُؤكدة فيما يتعلق بالسعال ، وخلص استعراض كوكرين عام 2011 إلى أن الزنك «استخدامه في غضون 24 ساعة من بداية ظهور الأعراض يقلل من مدة وشدة البرد للاشخاص الاصحاء». وخلص استعراض عام 2003 إلى أن «بيانات التجارب السريرية تدعم قيمة الزنك في تقليل مدة وشدة أعراض نزلات البرد عندما يُعطي في غضون 24 ساعة من ظهور أعراض البرد الشائعة». وقد يؤدي استخدام هلام الزنك (الجل) في الأنف إلى فقدان الشم علي مؤقتاً أو لفترة طويلة. وبالتالي فإن إدارة الاغذية والعقاقير الأميريكية لا تنصح باستخدامه.

## الآثار الجانبية
هناك عدد من الجرعات الزائدة العرضية والآثار السلبية الموثقة تتطلب الحذر لدى الأطفال. وقد حذرت إدارة الأغذية والعقاقير الأمريكية في عام 2015 من أن استخدام أدوية السعال التي تحتوي على الكودين لدى الأطفال قد يسبب مشاكل في التنفس.
يمكن إساءة استخدام أدوية السعال كمخدرات ترفيهية.

## التاريخ
الهيروين: كان قد تم تسويقه في الأصل كمثبط للسعال في عام 1898. وكان في ذلك الوقت يُعتقد أنه بديل لا يسبب الإدمان وليس كغيره من أدوية شراب السعال التي تحتوي على الأفيون. وسرعان ما تبين أن هذا ليس صحيحاً وذلك لأن الهيروين يتحول بسهولة إلى المورفين في الجسم. المورفين كان معروفا بالفعل أنه يسبب الإدمان.

## المجتمع والثقافة

### الاقتصاد
في الولايات المتحدة تم إنفاق عدة مليارات من الدولارات على المنتجات التي لا تحتاج إلى وصفة طبية في السنة.

### التسمم
طبقاً لصحيفة نيويورك تايمز، فقد وقعت على الأقل ثماني حالات تسمم جماعية نتيجة لشراب السعال المزيف، وذلك عن طريق الخطأ باستخدام بدائل الجليسرين الطبي مع ثنائي إيثيلين الجليكول وهو بديل غير مكلف ولكنه سام. وهذا الجليسرين تم تسويقه للاستخدام الصناعي. وفي مايو 2007 تم الإبلاغ عن 365 حالة وفاة في بنما والتي كانت مرتبطة بشراب السعال الذي يحتوي على ديثيلين جلايكول.

### إساءة الاستخدام
هناك عدد من أنواع أدوية السعال غالبا ما يُساء استخدامها. مثل تلك التي تحتوي على ديكستروميثورفان والكودين. قد يؤدي سوء الاستخدام إلى تشوه جسدي وهلوسة.